# Mariandl (Lied)
Mariandl ist ein österreichischer Schlager aus dem Jahr 1947, der zum Volkslied wurde. Die Musik komponierte Hans Lang, den Text schrieb Kurt Nachmann. 1947 interpretierten Maria Andergast und Hans Lang das Lied, das sich zu einem Erfolg entwickelte.

## Inhalt
Mariandl besteht aus zwei Strophen und dem Refrain. In der Version von Maria Andergast und Hans Lang hört man im Hintergrund Streichmusik. Am Anfang wird der Refrain gesungen, danach folgen die Strophen:
Mariandl-andl-andl aus dem Wachauer Landl-Landl, 

Dein lieber Name klingt so wie ein liebes Wort. 

Mariandl-andl-andl, du hast mein Herz am Bandl-Bandl, 

Du hältst es fest und lässt es nie mehr wieder fort. 

Danach folgt die erste Strophe, dann der Refrain. Bei einigen Aufnahmen wird auch noch eine zweite Strophe und danach wieder der Refrain gesungen.
Die erste Strophe beginnt mit den Worten:
Wenn ein junger Mann von Liebe spricht, wird es gleich ein Gedicht. 

## Geschichte
Im Singspiel Der Hofrat Geiger von Hans Lang aus dem Jahr 1943 war Mariandl noch nicht enthalten. Für den gleichnamigen Film Der Hofrat Geiger von 1947 sagte Willi Forst zu Hans Lang, es müsse noch ein Lied her, etwas Besonderes, etwas „Gschmackiges“. Lang fuhr eines Tages mit der Linie 41 der Straßenbahn Wien nach Hause Richtung Pötzleinsdorf und stand an der Haltestelle. In der Währinger Straße fielen ihm die ersten Zeilen und die Melodie für das Lied ein. Er summte es vor sich hin, sprang von der fahrenden Straßenbahn ab und vergaß dabei sogar seinen Hut mitzunehmen.

## Erfolg
Das Lied entwickelte sich zu einem großen Erfolg. Es erschien auf zahlreichen LPs und wurde so zum Evergreen. Auf Englisch wurde Mariandl von Petula Clark und Jimmy Young bei Polygon Record aufgenommen und erschien bei Bourne Music Ltd. als Notendruck. Der englische Text stammt von Eric Maschwitz.
Mariandl hat längst auch ins österreichische Volksliedgut Eingang gefunden. Das Lied ist beispielsweise in dem als Standardwerk geltenden Volksliederbuch So singt Österreich enthalten.